# 米爾布魯克 (新澤西州)
米爾布魯克（英語：Millbrook）是位於美國新澤西州沃倫縣的非建制地區。

## 歷史
米爾布魯克的郵局於1848年設立，其後於1919年停運。

## 地理
米爾布魯克所處的海拔為高於海平面200米（即656英呎），而該地所採用的時區為UTC-5，即北美东部时区（EST）。同時該地設有夏令時間，為UTC-5調快一小時，即UTC-4（EDT）。